# Slide.com
Slide, Inc., l'operador del lloc web Slide.com, era una companyia de Web 2.0 fundada per Max Levchin a San Francisco (Califòrnia). Formada originàriament per fer programari de compartició de fotos per a servei de xarxes socials, com MySpace, la companyia va aconseguir el seu major èxit com el major desenvolupador d'aplicacions de tercers per a Facebook.